# Les Lignes courbes de Dieu
Pour plus de détails, voir Fiche technique et Distribution.
Les Lignes courbes de Dieu (Los renglones torcidos de Dios) est un film espagnol, sorti en 2022.
C'est l'adaptation du roman du même nom de Torcuato Luca de Tena Brunet paru en 1979.

## Synopsis
Alice Gould, une détective privée, est internée dans un hôpital psychiatrique en prétendant à la paranoïa. Son objectif est d’enquêter sur les circonstances mystérieuses de la mort de l’un des patients et ainsi, d’élucider cette affaire. Elle prend alors une fausse identité, celle d’Alicia de Almenara. Mais il se révèle plus difficile pour elle de sortir de l’établissement que d’y entrer. D’autant plus que son séjour met en doute sa propre santé mentale...

## Fiche technique
Sauf indication contraire, les informations mentionnées dans cette section peuvent être confirmées par la base de données cinématographiques IMDb,  présente dans la section « Liens externes ».
- Titre original : Los renglones torcidos de Dios
- Titre français : Les Lignes courbes de Dieu
- Réalisation : Oriol Paulo
- Scénario : Oriol Paulo et Guillem Clua d'après le roman de Torcuato Luca de Tena Brunet
- Décors : Mireia Cusó
- Costumes : Alberto Valcárcel
- Photographie : Bernat Bosch
- Montage : Jaume Martí
- Musique : Fernando Velázquez
- Pays d'origine : Espagne
- Format : Couleurs - 2,35:1
- Genre : drame, thriller
- Durée : 154 minutes
- Dates de sortie :
  - Espagne : 24 septembre 2022 (Festival international du film de Saint-Sébastien 2022)
  - Monde : 9 décembre 2022 (Netflix)

## Distribution

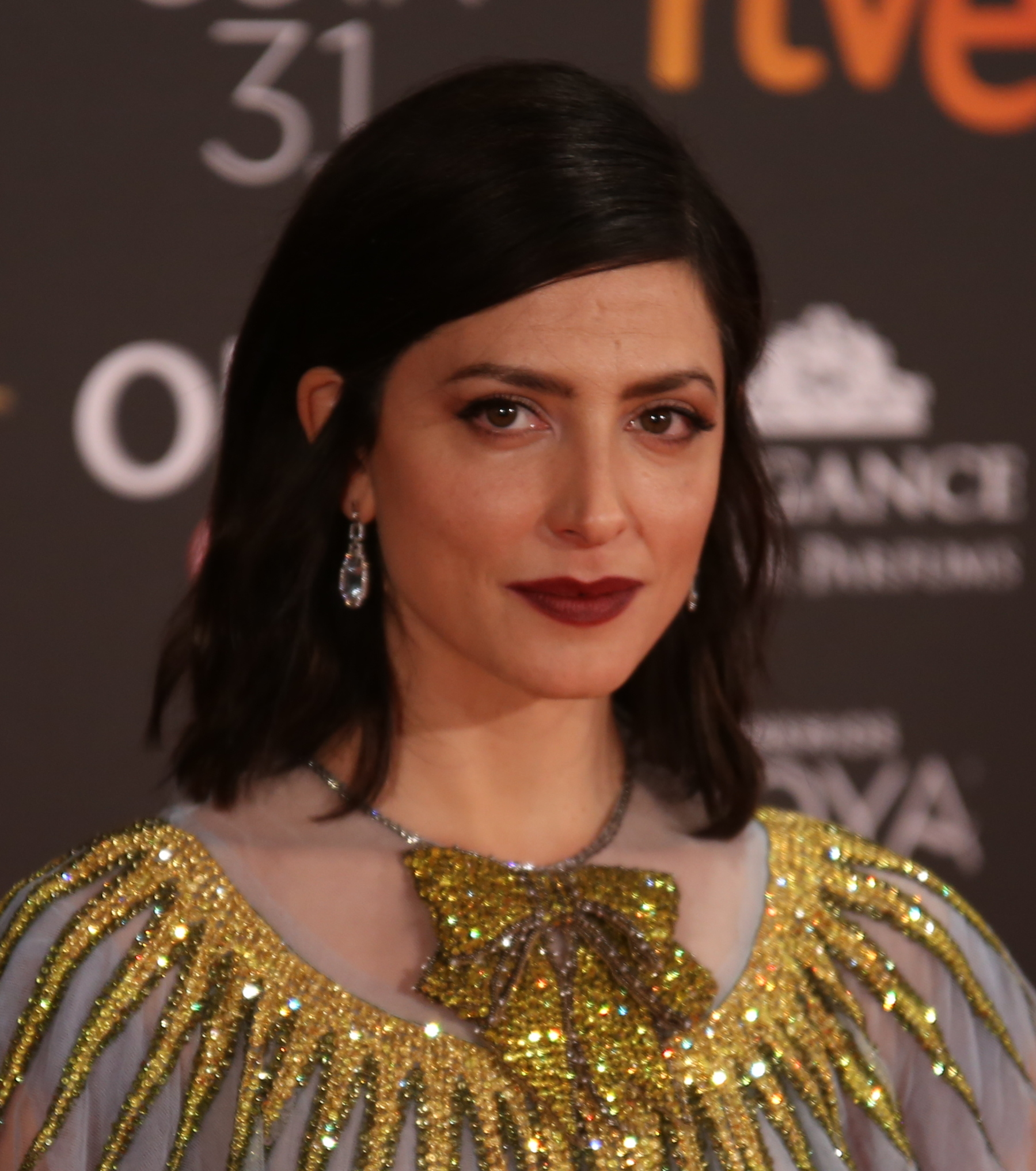
Bárbara Lennie aux Prix Goya 2017.

- Bárbara Lennie (VF : Audrey Sourdive) : Alice
- Eduard Fernández (VF : Lionel Tua) : Samuel Alvar
- Loreto Mauleón (VF : Margaux Maillet) : Montserrat Castell
- Javier Beltrán : César Arellano
- Pablo Derqui (VF : Alexis Victor) : Ignacio Urquieta
- Samuel Soler (VF : Loïc Hourcastagnou) : Rómulo y Remo
- Federico Aguado : Ruipérez
- Adelfa Calvo : Dr Bernardos

## Distinctions

### Nominations
- Feroz 2023 : meilleure musique originale et meilleure bande annonce
- Goyas 2023 : meilleure actrice pour Bárbara Lennie, meilleur scénario adapté, meilleure musique originale, meilleure direction artistique, meilleurs costumes et meilleurs maquillages et coiffures

### Récompenses
- Prix Gaudí 2023: meilleurs costumes et meilleur maquillage[2]
- CEC Medals 2023: meilleur scénario adapté

### Sélection
- Festival international du film de Saint-Sébastien 2022 : sélection en section Perlak

## Réception critique
Le film a reçu des avis mitigés avec une note de 3,7 sur Allociné. En effet, la fin ouverte du film ne fait pas l’unanimité.
En Espagne, le film a reçu une note de 6,6 sur FilmAffinity.
Les meilleurs critiques évoquent des images cinématographiques spectaculaires et un scénario bien ficelé. Cependant, d’autres reprochent une mauvaise adaptation du roman et la caricature des hôpitaux psychiatriques.